# Paul Bostaph
Paul Steven Bostaph (Pittsburgh, Pennsylvania, SAD, 4. ožujka, 1964.) je heavy metal bubnjar, koji je trenutno član američkog thrash metal sastava Slayer. Svoju bubnjarsku karijeru započeo je 1984. godine, kada mu je bilo 20 godina, a od tada je nastupao za razne sastave; Forbidden, Exodus, Systematic, i Testament. Metal-Rules.com prozvali su Bostapha "profesionalnim i najboljih heavy metal bubnjarom današnje metal scene"

## Diskografija
Slayer
- Divine Intervention (1994.)
- Live Intrusion (1995.)
- Undisputed Attitude (1996.)
- Diabolus in Musica (1998.)
- God Hates Us All (2001.)
- War at the Warfield (2003.)
- Repentless (2015.)

Systematic
- Pleasure to Burn (2003.)

Testament
- Return to the Apocalyptic City (1993.) (EP od pjesama uživo)
- The Formation of Damnation (2008.)

Forbidden
- Forbidden Evil (1988.)
- Raw Evil: Live at the Dynamo (1989.) (EP od pjesama uživo)
- Twisted into Form (1990.)
- Point of No Return (1992.) (kompilacija)

Exodus
- Shovel Headed Kill Machine (2005.)

Queensrÿche featuring Geoff Tate
- Frequency Unknown (2013.)